# Poecilodryas hypoleuca
La balia neoguineana fianchineri (Poecilodryas hypoleuca (G. R. Gray, 1859)) è un uccello della famiglia dei Petroicidi originario della Nuova Guinea.

## Tassonomia
Il nome del genere cui appartiene, Poecilodryas, deriva dal greco antico poikilos («piccola») e dryas («driade»), mentre quello specifico, hypoleuca, deriva dal greco antico hypo- («sotto») e leukos («bianco»). Gli studi sull'ibridazione del DNA condotti da Charles Sibley e Jon Ahlquist spinsero gli studiosi a classificare questo gruppo nel parvordine dei Corvida, che comprende molti Passeriformi tropicali e australiani, tra i quali i Pardalotidi, i Maluridi, i Melifagidi e i Corvidi. Tuttavia, grazie a ricerche molecolari più recenti, è stato scoperto che i Petroicidi appartengono invece a uno dei rami più antichi dell'altro parvordine degli Oscini, i Passerida (o uccelli canori «avanzati»).
Attualmente vengono riconosciute tre sottospecie di balia neoguineana fianchineri:
- P. h. steini Stresemann e Paludan, 1932 (isola di Waigeo);
- P. h. hypoleuca (G. R. Gray, 1859) (isole prospicienti le coste occidentali della Nuova Guinea e gran parte di quest'ultima, dalle regioni occidentali a quelle sud-orientali);
- P. h. hermani Madarász, 1894 (Nuova Guinea settentrionale).

## Descrizione
Con una lunghezza di 13–15 cm, la balia neoguineana fianchineri è ricoperta da un piumaggio bianco e nero. Le regioni superiori (sommità del capo, nuca, dorso, ali e coda), così come una striscia attraverso la regione oculare, sono nere o nero-brunastre. I «sopraccigli», la gola, le regioni inferiori e una macchia sulle ali sono bianche. Il becco è nero, gli occhi sono marrone scuro e le zampe grigie o rosa.

## Distribuzione e habitat
La balia neoguineana fianchineri è diffusa in gran parte della Nuova Guinea, dalla penisola di Huon a est fino ai margini occidentali del Papua Occidentale e a varie isole lungo la costa occidentale di essa, ma è del tutto assente dal bacino del fiume Fly, a sud. Vive prevalentemente nelle foreste pluviali di pianura e in quelle paludose, dal livello del mare fino a 1200 m di quota. All'interno delle foreste pluviali nelle quali abita si incontra in coppie, tra il sottobosco o sul terreno.

## Biologia
Di carattere molto timido, viene più spesso udita che avvistata. È insettivora e va a caccia di insetti sia sui tronchi e i rami degli alberi che al suolo.